# Сеня (медведь)
Сеня (2013—2016) — бурый медведь, выкупленный с притравочной станции Российским карантинным центром помощи диким животным «Велес» (РКЦ «Велес») в ноябре 2013 года.
Сеня, согласно заявлениям его хозяев, был самым маленьким медведем в мире: в 3,5 года он весил 20 кг, что в 6—10 раз меньше обычного веса медведя такого возраста, и имел рост в холке 45 см. Была подана заявка в книгу рекордов Гиннесса, но официальное подтверждение рекорда не состоялось из-за смерти животного.
Через год после смерти медведя, 26 июня 2017 года, на территории РКЦ «Велес» состоялось открытие бронзовой скульптуры, изображающей его в натуральную величину.

## История
Оставшегося без матери медвежонка нашли в лесу егеря и отдали на притравочную станцию в посёлке Шелекса Архангельской области. Пребывание медвежонка на станции было законным — изъятие из природных условий подтверждалось лицензией. Зоозащитниками был организован сбор средств через социальные сети, и в итоге медведь был выкуплен за 50 000 рублей. Изначально предполагалось выпустить медвежонка в Калевальский национальный парк в Костомукше, но это оказалось невозможным из-за состояния животного. Почти годовалый медведь весил 10 кг, отставал в росте и был похож на двух-трёхмесячного медвежонка. У него были диагностированы крайняя степень истощения, рахит, запущенное воспаление лёгких, он не мог встать на задние лапы, а также жевать твёрдую пищу. После того, как животное осмотрел главный врач Московского зоопарка, было предложено его усыпить ввиду отсутствия шансов на выживание в дикой природе. Однако руководство РКЦ «Велес», осуществившего выкуп медведя, решило предпринять попытку его выходить. Медведь был назван Сеней и с 18 декабря 2013 года проживал на территории центра.

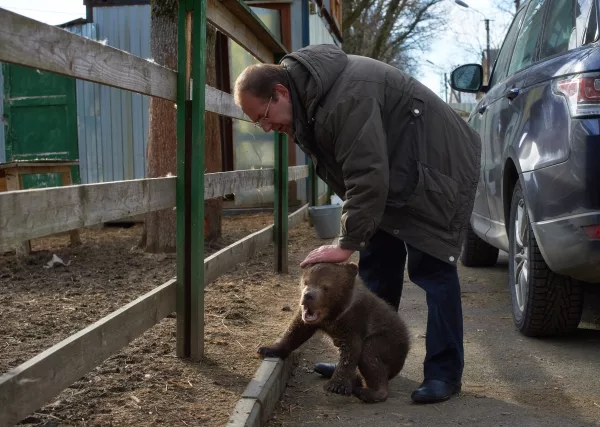
Медведь Сеня в возрасте трёх лет был ростом с большую кошку

## Лечение
В 2015 году состояние животного стало ухудшаться. После проведённых обследований была диагностирована тетравентрикулярная гидроцефалия — увеличение в размере четырёх полостей желудочковой системы головного мозга: латеральных, третьего и четвёртого желудочков. В июне 2015 года в клинике была проведена уникальная операция — вторая в мире, выполненная медведю с диагнозом тетравентрикулярная гидроцефалия. В результате операции был установлен вентрикулоперитонеальный шунт, с помощью которого лишняя жидкость выводилась из мозга, что значительно улучшило качество жизни животного. Однако через год состояние Сени резко ухудшилось из-за прогрессирования эпифизарной дисплазии. 31 мая 2016 года медведь поступил в «Ветеринарную клинику неврологии, травматологии и интенсивной терапии» без сознания, пульс практически не прощупывался. 26 июня 2016 года медведь умер.

## Память
В память о медведе на территории центра, где он жил, была установлена бронзовая скульптура. Московский скульптор Ольга Помосова работала над памятником восемь месяцев, используя фотографии Сени. 14 марта 2017 года был представлен макет памятника, а 26 июня 2017 года памятник был открыт. Памятник представляет собой фигуру Сени в натуральную величину; под правой лапой медведя расположен почтовый ящик. По задумке, в этот ящичек можно будет опустить записку своим умершим питомцам, а медвежонок выступит в роли проводника-почтальона. Памятник медведю Сене вошёл в топ-20 новых памятников, появившихся в Санкт-Петербурге. Питерский художник Стас Шевцов написал портрет Сени (холст, масло, 24×30 см).
В связи с историей Сени было выдвинуто предложение учредить международный день памяти по ушедшим питомцам — «Сенин день», с предполагаемой датой отмечания 26 июня — в день смерти медведя.
21 сентября 2019 года на канале «Культура» состоялась премьера документального фильма режиссёра Татьяны Скабард «Сенин день». Фильм рассказывает о жизни бурого медведя Сени — медведя с непростой, но очень необычной судьбой.
16 сентября 2024 года одна из улиц посёлка Волочаевка (городское поселение Рощинское, Выборгский район Ленинградской области) получила название «Аллея Медведя Сени».

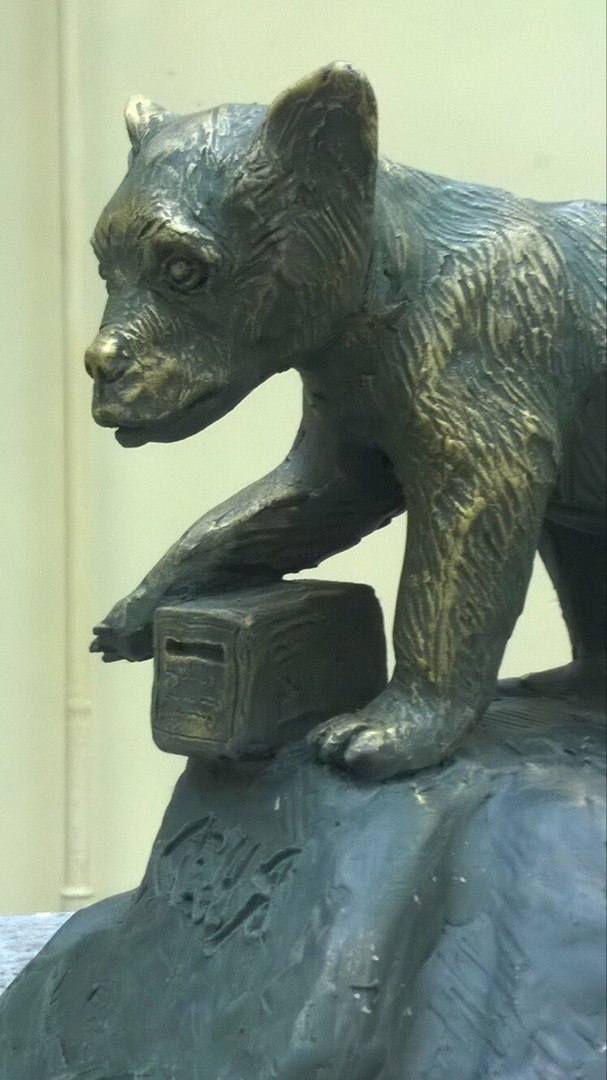
Памятник медведю Сене в мастерской скульптора
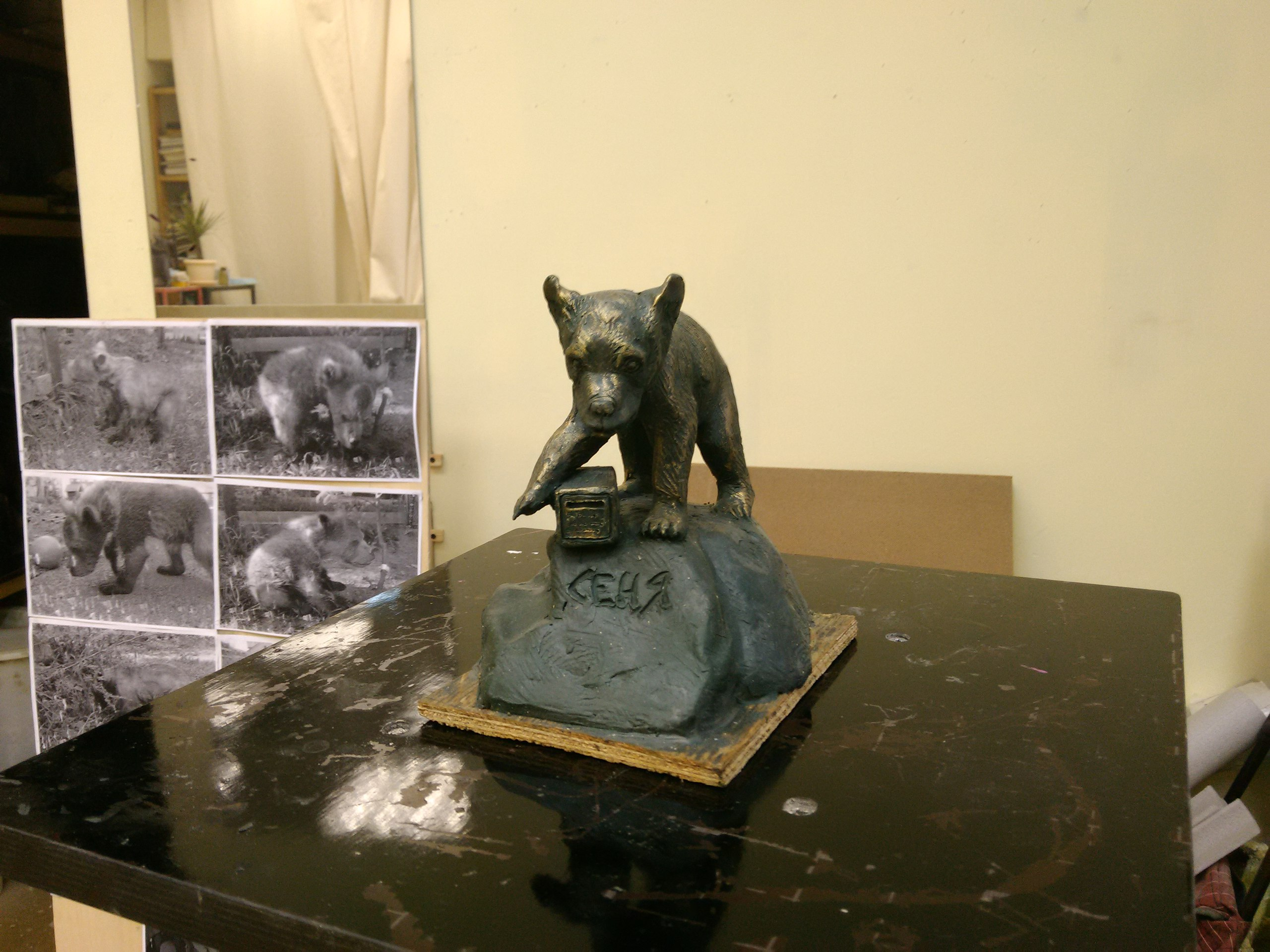
Медведь Сеня
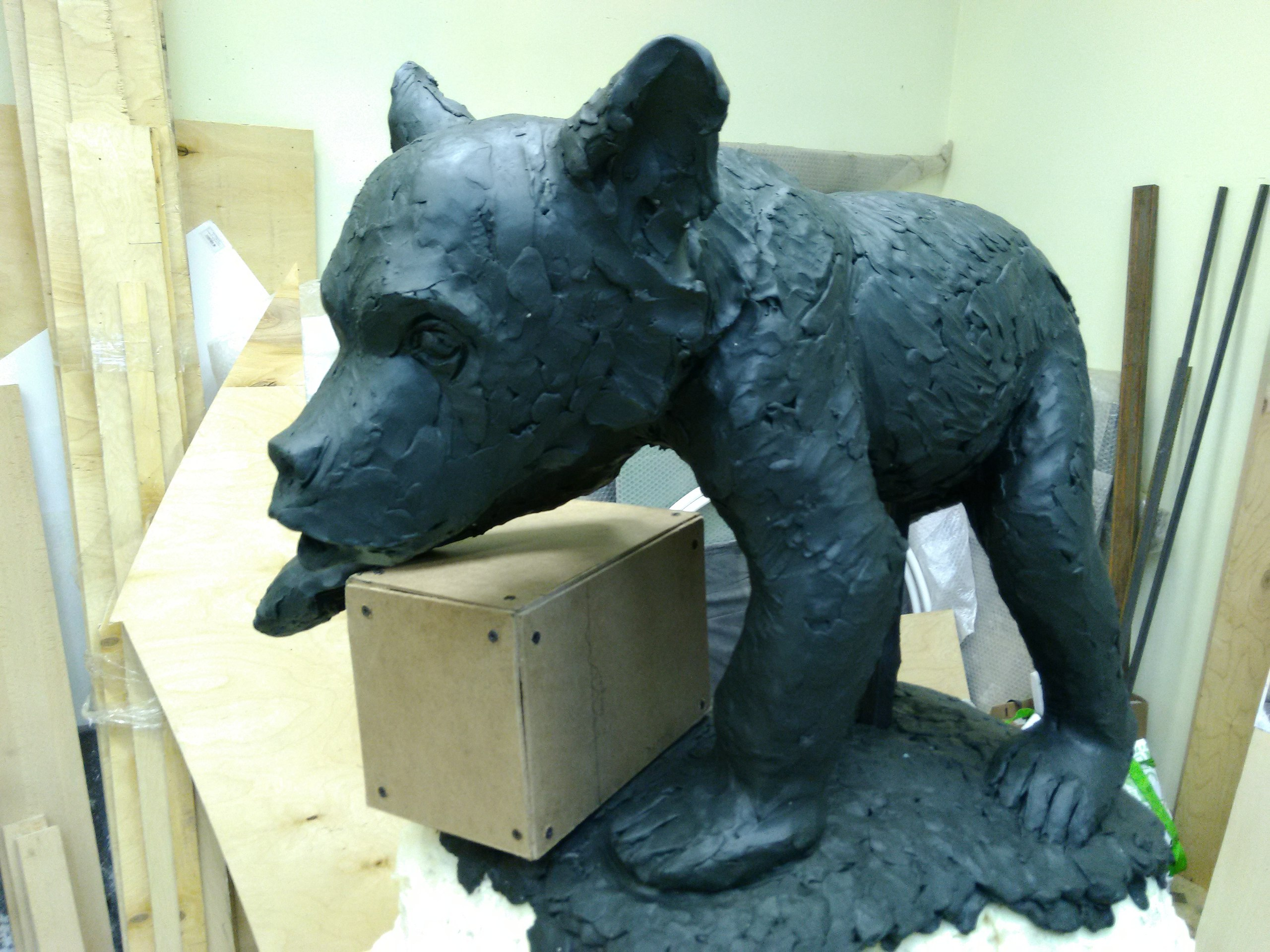
Макет памятника медведю Сене

### Комментарии
1. ↑  Притравочная станция — место для тренировки охотничьих собак